# Тетрада (генетика)
Тетра́да (др.-греч. τετράδα — «группа из четырёх человек») — четыре споры, образовавшиеся после ряда делений и рекомбинации у некоторых грибов (главным образом аскомицетов, например, дрожжей и нейроспоры) и одноклеточных водорослей (например, хламидомонады). Если два родителя различаются по двум аллелям двух разных генов, то возможные споры в тетраде можно подразделить на три типа: родительский дитип (Р), неродительский дитип (N) и тетратип (T).

## Родительский дитип
Родительским дитипом (P) называется тип тетрад, сочетающий в своих генотипах два исследуемых гена в родительском варианте (например, при скрещивании AB × ab в этом случае появляются родительские дитипы АВ и аb). У аскомицетов этому типу соответствует расщепление в спорах, при котором имеется лишь два нерекомбинантных типа аскоспор (AB, AB, ab, ab).

## Неродительский дитип
Неродительский дитип (N) — тетрада, в четырёх спорах которой встречаются только два рекомбинантных генотипа (aB и Ab).

## Тетратип
В случае тетратипа в тетраде встречается 4 различных генотипа, два из которых являются рекомбинантными (aB и Ab), а два — нет (AB и ab). У сумчатых грибов образование тетратипа свидетельствует о наличии единичного кроссинговера между двумя сцепленными локусами.

## Тетрадный анализ
Перед мейозом ДНК обоих наборов хромосом зиготы удваивается, так что хромосомы двойного набора теперь содержат по 2 хроматиды (то есть зигота имеет генетическую формулу 2n4c, где n — количество гаплоидных наборов хромосом, а c — количество ДНК). Ядро, которое содержит два набора таких хромосом, делится в две стадии, разделяясь на четыре новых ядра (2n4c → n2c → nc). Каждое из них имеет одинарный (гаплоидный) набор однохроматидных хромосом. После этого процесса каждое из четырёх новых ядер снова удваивает ДНК и делится митозом (n2c). В результате образуется аска с четырьмя парами спор.
Итак, каждая из аск (сумок) содержит 4 гаплоидные споры с удвоенным количеством ДНК, то есть они имеют генетическую формулу n2c. Следовательно, расщепление в асках (сумках) соответствует гаметическому расщеплению (после I деления мейоза, когда и происходит рекомбинация, предшественники половых клеток имеют генетическую формулу n2c, которая при последующем митотическом делении становится nc, так как каждая клетка отдаёт по одному комплекту ДНК дочерним клеткам).
По этой причине расщепление в тетрадах моногетерозиготы A/a соответствует 2A : 2а, а у дигетерозиготы AB/ab наблюдается 3 вышеописанных типа тетрад: родительский дитип 2АВ : 2ав, неродительский дитип 2Ав : 2аВ и тетратип 1АВ : 1Ав : 1аВ : 1ав. Частота появления каждого из этих типов тетрад даёт право делать выводы о сцеплении генов и центромер (сцеплённые участки рекомбинируют вместе). Кроме того, на основании того, что частота кроссинговера зависит от расстояния между генами, можно судить и о расстоянии между генами или генами и центромерами.
Тетрадный анализ помог установить, что кроссинговер происходит на стадии четырёх, а не двух хроматид (хотя теоретически этот вариант был возможен). Объектом исследований был выбран сумчатый гриб нейроспора густая (Neurospora crassa). Особенность нейроспоры в том, что аскоспоры располагаются в аске линейно, а направление расхождения хромосом совпадает с длинной осью аска. Четыре гаплоидных ядра после мейоза ещё раз делятся митозом, в результате в аске в один ряд располагаются 4 пары гаплоидных спор, и генотип каждой пары должен быть идентичен.
Если бы кроссинговер происходил на стадии двух хроматид, то при скрещивании АB : ab наблюдалось бы единственное линейное расположение Ab-Ab-Ab-aB-aB-aB. В действительности же обычно наблюдаются куда более сложные варианты расположений, например, AB-AB-Ab-Ab-aB-aB-ab-ab и Ab-Ab-AB-AB-aB-aB-ab-ab. Это связано с тем, какие именно хроматиды из четырёх вступили в рекомбинацию.
Такие наблюдения осуществляют при помощи техники микроманипуляции, позволяющей изолировать под микроскопом каждую из четырех спор аска. После проращивания в подходящих условиях споры образуют клоны, что позволяет определить их фенотип, а следовательно, и генотип.